# ガンファイターズ・ムーン
『ガンファイターズ・ムーン』（原題：Gunfighter’s Moon）は、1995年制作のアメリカ合衆国の西部劇。監督と脚本は「エイリアン3」などの脚本を担当したラリー・ファーガソンで、同じく「エイリアン3」に出演していたランス・ヘンリクセンが主役を務めている。日本では劇場未公開、DVD未発売だが、FOXムービーで日本語字幕版が放映された。
また、悪役ボウジー役には全世界早撃ちチャンピオンのセル・リードが起用されており、本作においては銃器指導も兼任している。

## あらすじ
1877年、ワイオミング州レッド・パインの町の銀行に強盗が入り、保安官が銃殺される事件が起こる。
それから約2週間後、コロラド州シエラ・メサに住む、西部一の早撃ちガンマン、フランク・モーガンは、16年前に別れた元恋人リンダから電報を受け取り、レッド・パインの町に行く。
彼はリンダにそっくりな少女クリスティンと出会う。その後、クリスティンがモーガンとリンダの実の娘であることが判明するが、リンダは娘には「父親は戦争で英雄として死んだ」と教えていた。
一方、町の牢獄に監禁されている強盗の一味ジャック・モリスを脱獄させる為に、従兄弟の凄腕のガンマン、ウォルト・シャノンはレッド・パインの襲撃を計画していた。
リンダは、自分の夫（クリスティンの継父）で、雑貨商兼保安官のジョーダンが先の強盗団に狙われていると告げ、モーガンに助けを乞う。
その翌日、モーガンは秘かにコロラドから仇討ちに追って来た男に背中から撃たれて重傷を負ってしまう。町長を始めとする町人達からの協力を断られたジョーダンは、単身シャノン一味との決闘に臨む。

## キャスト
- フランク・モーガン：ランス・ヘンリクセン
- リンダ・ヤーネル：ケイ・レンツ
- ジョーダン・ヤーネル：デヴィッド・マキルワース
- クリスティン・ヤーネル：ニッキー・デローチ
- スポッド・ウォーカー：イワン・セルゲイ
- ホアン：ジェームス・ヴィクター
- ウォルト・シャノン：ブレント・ステイト
- ロッサ：ヤレリ・アリズメンディ
- クリントン牧師：アレックス・ダイアクン
- ボウジー：セル・リード